# Dynamene glabra
Dynamene glabra är en kräftdjursart som beskrevs av Richardson 1899. Dynamene glabra ingår i släktet Dynamene och familjen klotkräftor. Inga underarter finns listade i Catalogue of Life.